# 滿洲鱷屬
滿洲鱷屬是已滅絕的爬行動物，屬於離龍目，生存於白堊紀早期的中國和日本，化石發現於義縣組。

## 下属物种
本属包括以下物种：

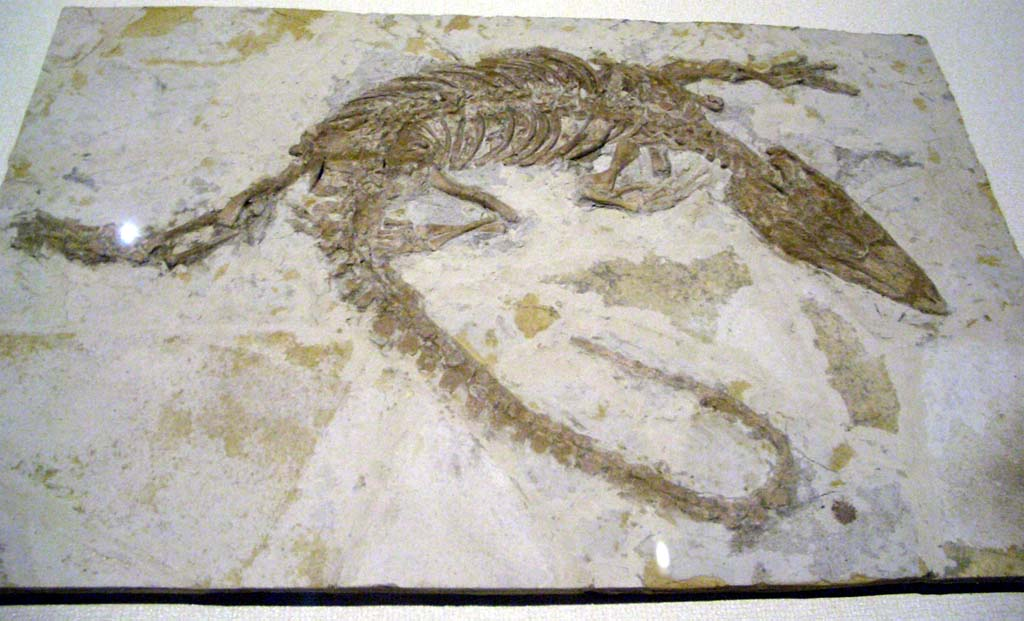
楔齒滿洲鱷的化石

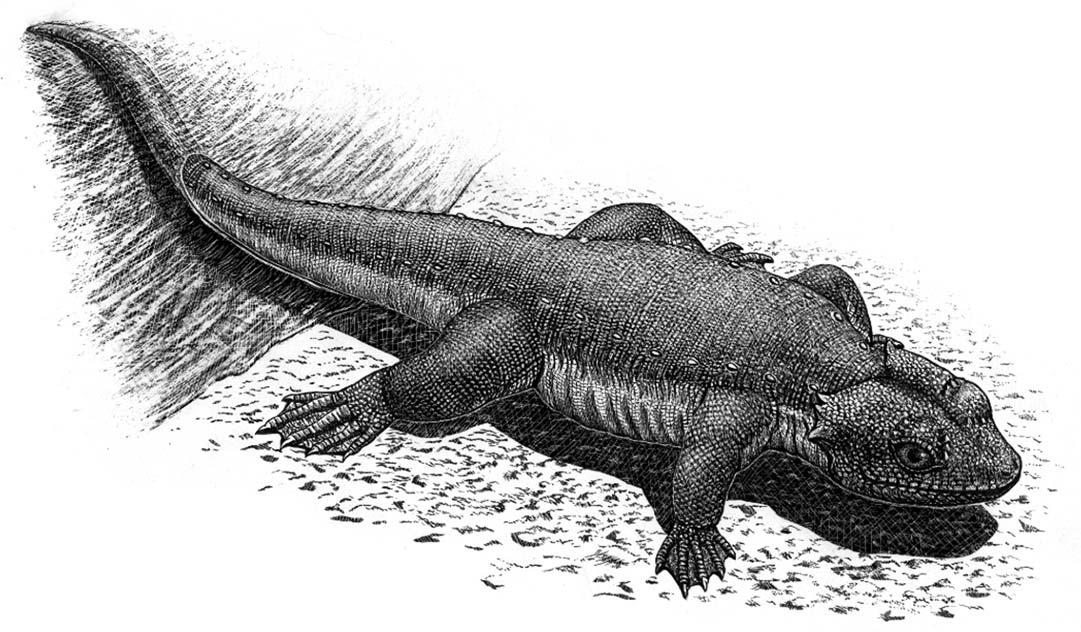
滿洲鱷復原圖

- Monjurosuchus manchoukuoensis Zhou & Wang, 2010
- 楔齿满洲鳄 Monjurosuchus splendens Endo, 1940